# HDMR-Slot
High Definition Multimedia Riser (HDMR) ist ein Erweiterungsslot in einem Computer für Steckkarten mit Multimediafunktionen wie Audio, Video oder Kommunikation. HDMR ist somit vergleichbar mit dem älteren Audio Modem Riser Slot.
Denkbare Funktionen für HDMR-Erweiterungskarten sind beispielsweise der Einsatz als Soundkarte, Modem, Netzwerkkarte oder Schnittstellenkarte. Anzutreffen ist der Slot hauptsächlich auf Mainboards der verkleinerten µATX-Bauform ab Baujahr 2006. Die Verbreitung von geeigneten Karten ist derzeit begrenzt auf integrierte Modems in günstigen Komplettrechnern.